# ミドルタウン (ニュージャージー州)
ミドルタウン・タウンシップ（英: Middletown Township）は、アメリカ合衆国ニュージャージー州のモンマス郡にあるタウンシップ。人口は6万7106人（2020年）。ニューヨーク都市圏に含まれる。
ミドルタウン・タウンシップは当初1693年10月31日に結成され、1798年2月21日にニュージャージー州議会の法によってタウンシップとして法人化された。タウンシップに入っていた領域の一部が、アトランティック・タウンシップ（1847年2月8日、現在のコルツネック・タウンシップ）、ラリタン・タウンシップ（1848年2月25日、現在のハズレット・タウンシップ）、アトランティックハイランズ（1887年2月28日）、ハイランズ（1900年3月22日）、キーンズバーグ（1917年3月22日）の各町を作るために分割された。
ミドルタウンはその裕福さ、低い犯罪率、文化活動へのアクセスの良さ、公共教育体系、通勤に至便な位置の故に、ウェブサイト「CNNMoney.com」が掲載する住むための最良の場所100傑リストに、2006年、2008年、2010年、2014年と入賞した。雑誌「タイム」も「住むための最良の場所2014年」にミドルタウンを挙げた。

## 歴史
1609年、現在のミドルタウン・タウンシップとなっている場所に最初のヨーロッパ人が上陸したとき、レナペ族インディアンのネイブシンク族の小さな町が地域全体に広がっていた。船長で探検家のヘンリー・ハドソンは、オランダ西インド会社のために伝説の北西航路を探しており、1609年にサンディフック湾の岸に沿って錨を降ろし、この地域を「立ち寄るに大変良い土地であり、見るに楽しい土地」と表現していた。1651年、同社による所有権が認められたが、公式に入植されることは無かった。今日のショールハーバー博物館とオールド・スパイ・ハウスは、この地域の初期ヨーロッパ人開拓者の1人であり改革派バプテストであるトマス・ホイットロックが建設した家屋の一部を含んでいる。ホイットロックは1664年にはここに着いており、それはイギリスが第二次英蘭戦争の一部としてニューネーデルラントの征服を始めた前の年だった。長く続く伝承に拠れば、初期開拓者の1人ペネロープ・スタウトが敵対的インディアンから逃れるために木の中に隠れたとされている。
1664年、オランダのニューネーデルラントがイングランドに降伏してから間もなく、ネイブシンク特許あるいはモンマス・トラクトと呼ばれる広大な土地が、ロングアイランド、ロードアイランド、マサチューセッツから来たバプテスト教徒やクエーカー教徒に払い下げられ、その後直ぐにミドルタウンとシュルーズベリーのタウンシップとなった。
アメリカ独立戦争のとき、ミドルタウンとモンマス郡東部の町の多くはイギリス軍に占領された。モンマスの戦い（1778年6月28日）後、イギリス軍はフリーホールド・タウンシップから撤退し、ミドルタウンのキングスハイウェイを降ってサンディフック湾の乗船地点まで行き、ニューヨーク市に戻った。
1875年、鉄道の結節点が完成したとき、町は急速に発展し、それまで小さく緩やかに結ばれた漁村と農村の集団から、20世紀の変わり目には急速に成長する郊外地に変わった。ミドルタウンの中心あるいはスクエアがあったとしても、第二次世界大戦後すぐの急成長の中で失われていった。
1958年5月、ナイキ・エイジャックス・ミサイル数基が、チャペルヒルの砲台NY-53で爆発し、軍属文民合わせて10人が死んだ。この事故は冷戦中のミサイルが絡むものとして最悪クラスのものになった。
アール海軍武器庫の水際にある施設はサンディフック湾のレナードにあり、2.9マイル (4.7 km) にわたって延びた指状桟橋から船に弾薬を積み込むために使われ、そのような桟橋として世界第2位の大きさとなっている。
「ミドルタウンのエビルクラウン」は州道35号線沿いにある高さのある看板であり、サーカスのピエロに似せて描かれ、現在はアルコール店の宣伝に使われている。この看板は「フードサーカス」と呼ばれこの場所にあったスーパーマーケットの名残である。このピエロは、雑誌「ウェアードNJ」、NBCテレビの「ザ・トゥナイト・ショー・ウィズ・ジェイ・レノ」、ケヴィン・スミス監督の映画『クラークス2/バーガーショップ戦記』に登場し、住民の解体を防ぐ運動が成功している。
ロードレースのインディアン・トレイルズ15Kは、毎年4月に開催され、モンマス保護基金の資金集めとなり、15kmの競走の他、5kmのウォークとランの競技もある。このレースは舗装路と未舗装路が組み合わされ、途中には比較的険しい丘陵もあり、「州内で最も挑戦的なレース」と言われてきた。

## 地理と地質
アメリカ合衆国国勢調査局に拠れば、市域全面積は58.735平方マイル (152.122 km2)であり、このうち陸地40.989平方マイル (106.160 km2)、水域は17.746平方マイル (45.962 km2)で水域率は30.21%である。
ミドルタウン・タウンシップの中にある地区として、ベルフォード（2010年の人口1,768人）、フェアビュー（同3,806人）、レナード（同2,757人）、リンクロフト（同6,135人）、ネイブシンク（同2,020人）、ノースミドルタウン（同3,295人）、ポートモンマス（同3,818人）が国勢調査指定地域としてある。
その他タウンシップの中にその一部または全部が入っている未編入領域としては、ブラウンズドック、チャペルヒル、イーストキーンズバーグ、エバレット、フォートハンコック、ハーモニー、ヘッドンズコーナー、ヘンドリクソンコーナーズ、ハイランドパーク、ハイランズビーチ、ハイランズコーナーズ、ホランド、レナードビル、ロカスト、ロカストポイント、モンマスヒルズ、ニューモンマス、ノーマンディ、オークヒル、フィリップスミルズ、レッドヒル、リバープラザ、ストーンチャーチ、ティルトンズコーナー、タウンブルック、ウォーターウィッチパーク、ウィルモントパークがある。
サンディフック半島もミドルタウン・タウンシップの中にあるが、陸地では繋がっていない。しかし、ラリタン湾にそって本土からサンディフックに船で行くことができ、その場合はタウンシップの領域を出ない。
ミドルタウン・タウンシップは、モンマス郡内のアトランティックハイランズ、コルツネック・タウンシップ、フェアヘイブン、ハズレット・タウンシップ、ハイランズ、ホームデル・タウンシップ、キーンズバーグ、レッドバンク、ラムソン、シーブライト、ティントンフォールズの各町と接している。
ポリシー・クリーク（ポリシー公園、オークヒル道路）はベレムナイトなど白亜紀海洋生物の化石が堆積していることで知られている。
| ミドルタウンの気候     | ミドルタウンの気候 | ミドルタウンの気候 | ミドルタウンの気候 | ミドルタウンの気候 | ミドルタウンの気候 | ミドルタウンの気候 | ミドルタウンの気候 | ミドルタウンの気候 | ミドルタウンの気候 | ミドルタウンの気候 | ミドルタウンの気候 | ミドルタウンの気候 | ミドルタウンの気候 |
| 月                     | 1月                | 2月                | 3月                | 4月                | 5月                | 6月                | 7月                | 8月                | 9月                | 10月               | 11月               | 12月               | 年                 |
| ---------------------- | ------------------ | ------------------ | ------------------ | ------------------ | ------------------ | ------------------ | ------------------ | ------------------ | ------------------ | ------------------ | ------------------ | ------------------ | ------------------ |
| 平均最高気温 °F （°C） | 38 (3)             | 41 (5)             | 48 (9)             | 59 (15)            | 69 (21)            | 79 (26)            | 83 (28)            | 83 (28)            | 77 (25)            | 65 (18)            | 54 (12)            | 44 (7)             | 61.7 (16.4)        |
| 平均最低気温 °F （°C） | 27 (−3)            | 27 (−3)            | 34 (1)             | 42 (6)             | 52 (11)            | 62 (17)            | 68 (20)            | 68 (20)            | 61 (16)            | 50 (10)            | 41 (5)             | 32 (0)             | 47 (8.3)           |
| 降水量 inch （mm）     | 3.50 (88.9)        | 2.98 (75.7)        | 3.90 (99.1)        | 3.85 (97.8)        | 4.02 (102.1)       | 4.40 (111.8)       | 4.91 (124.7)       | 4.19 (106.4)       | 3.84 (97.5)        | 4.00 (101.6)       | 3.46 (87.9)        | 3.70 (94)          | 46.75 (1,187.5)    |
| 出典：                 |                    |                    |                    |                    |                    |                    |                    |                    |                    |                    |                    |                    |                    |

## 人口動態

### 2010年国勢調査
以下は2010年国勢調査による人口統計データである。
| 基礎データ - 人口: 66,522 人 - 世帯数: 23,962 世帯 - 家族数: 18,235 家族 - 人口密度: 626.6人/km2（1,622.9 人/mi2） - 住居数: 24,959 軒 - 住居密度: 235.1軒/km2（608.9 軒/mi2） 人種別人口構成 - 白人: 93.89% - アフリカン・アメリカン: 1.31% - ネイティブ・アメリカン: 0.10% - アジア人: 2.60% - 太平洋諸島系: 0.01% - その他の人種: 0.81% - 混血: 1.29% - ヒスパニック・ラテン系: 5.37% 年齢別人口構成 - 18歳未満: 24.4% - 18-24歳: 7.0% - 25-44歳: 22.7% - 45-64歳: 31.9% - 65歳以上: 14.0% - 年齢の中央値: 43歳 - 性比（女性100人あたり男性の人口） - 総人口: 93.7 - 18歳以上: 91.1 | 世帯と家族（対世帯数） - 18歳未満の子供がいる: 34.5% - 結婚・同居している夫婦: 63.5% - 未婚・離婚・死別女性が世帯主: 9.3% - 非家族世帯: 23.9% - 単身世帯: 20.3% - 65歳以上の老人1人暮らし: 10.5% - 平均構成人数 - 世帯: 2.77人 - 家族: 3.22人 収入と家計（2006年から2010年のアメリカン・コミュニティ・サーベイ統計） - 収入の中央値 - 世帯: 96,190米ドル - 家族: 110,944米ドル - 性別 - 男性: 78,739米ドル - 女性: 52,752米ドル - 人口1人あたり収入: 42,792米ドル - 貧困線以下 - 対人口: 3.0% - 対家族数: 1.7% - 18歳未満: 2.9% - 65歳以上: 5.1% |

### 2000年国勢調査
以下は2000年国勢調査による人口統計データである。
| 基礎データ - 人口: 66,327 人 - 世帯数: 23,236 世帯 - 家族数: 18,100 家族 - 人口密度: 622.8人/km2（1,613.0 人/mi2） - 住居数: 23,841 軒 - 住居密度: 223.9軒/km2（579.8 軒/mi2） 人種別人口構成 - 白人: 94.71% - アフリカン・アメリカン: 1.21% - ネイティブ・アメリカン: 0.07% - アジア人: 2.59% - 太平洋諸島系: 0.03% - その他の人種: 0.53% - 混血: 0.86% - ヒスパニック・ラテン系: 3.41% | 年齢別人口構成 - 18歳未満: 26.3% - 18-24歳: 6.4% - 25-44歳: 28.6% - 45-64歳: 25.9% - 65歳以上: 12.8% - 年齢の中央値: 39歳 - 性比（女性100人あたり男性の人口） - 総人口: 94.7 - 18歳以上: 91.0 世帯と家族（対世帯数） - 18歳未満の子供がいる: 37.9% - 結婚・同居している夫婦: 67.3% - 未婚・離婚・死別女性が世帯主: 7.8% - 非家族世帯: 22.1% - 単身世帯: 18.9% - 65歳以上の老人1人暮らし: 10.1% - 平均構成人数 - 世帯: 2.84人 - 家族: 3.27人 | 収入と家計 - 収入の中央値 - 世帯: 75,566米ドル - 家族: 86,124米ドル - 性別 - 男性: 60,755米ドル - 女性: 36,229米ドル - 人口1人あたり収入: 34,196米ドル - 貧困線以下 - 対人口: 3.1% - 対家族数: 1.9% - 18歳未満: 3.2% - 65歳以上: 5.7% |

## 政府

### タウンシップ政府
ミドルタウンのタウンシップ委員会は1971年6月23日にニュージャージー州議会が承認した特別認証下に運営されている。委員会の定数は5人であり、タウンシップ全体を選挙区に党派選挙で選ばれ、任期は3年間であり、毎年1人あるいは2人が11月の一般選挙の一部として改選される。毎年の再編成会合ではタウンシップ長として1人、副長として1人を互選し、それぞれ1年間を務める。委員会は政策とプログラムを作り、予算を割り当てる。

### 連邦、州、郡への代表
ミドルタウン・タウンシップはアメリカ合衆国下院議員の選挙で、ニュージャージー州第4選挙区と第6選挙区に属している。2010年国勢調査以前は、第6選挙区と第12選挙区に入っていた。2012年11月の一般選挙の結果に基づき、ニュージャージー州地区見直し委員会が行った修正は2013年1月に有効となった。その結果、タウンシップの南東部に住む30,866人を第4区に、北部と東部に住む35,656人を第6区に移すことになった。州議会下院では第13選挙区に入っている。

### 政治
2011年3月23日時点で、登録有権者総数は46,628人であり、そのうち10,222人、21.9%が民主党に、11,674人、25.0%が共和党に、24,701人、53.0%が無党派に登録されている。その他の政党は31人である。
2012年アメリカ合衆国大統領選挙では、共和党のミット・ロムニーが18,426票、58.2%、民主党のバラク・オバマは12,801票、40.4%、その他の候補者が448票、1.4%という結果だった。登録有権者48,011人のうち、37,742人、78.6%が投票し、6,067票が無効だった。
2008年アメリカ合衆国大統領選挙では、共和党のジョン・マケインが20,997票、56.9%、民主党のバラク・オバマは15,058票、40.8%、その他の候補者が404票、1.1%という結果だった。登録有権者48,174人のうち、36,887人、76.6%が投票した。2004年アメリカ合衆国大統領選挙では、共和党のジョージ・W・ブッシュが21,317票、60.2%、民主党のジョン・ケリーが13,651票、38.6%、その他の候補者が301票、0.7%という結果だった。登録有権者46,022人のうち、35,403人、76.9%が投票した。
2013年ニュージャージー州知事選挙では、共和党のクリス・クリスティの15,145票、74.5%、民主党のバーバラ・ブオノが4,834票、23.8%、その他の候補者が337票、1.7%だった。登録有権者47,933人のうち、20,555人、42.9%が投票した。239票が無効票だった。2009年ニュージャージー州知事選挙では、共和党のクリス・クリスティが16,351票、67.3%、民主党のジョン・コーザインが6,265票、25.8%、独立系のクリス・ダゲットが1,382票、5.7%、その他の候補者が188票、0.8%だった。登録有権者47,422人のうち、24,298人、51.2%が投票した。

## 緊急対応
ミドルタウンにはこの地域で最大級の緊急対応部門がある。警察署と消防署が2003年に合同で75周年を祝った。

### 警察
ミドルタウン・タウンシップ警察署はモンマス郡で最大級の警察であり、警官105人がいる。1928年5月15日に結成され、最初の常勤警察官を雇った。年給125ドルだった。
突然の目覚めプログラムはアルコール乱用について、さらには薬物の乱用の入り口という位置づけについて若者とその両親を教育するものである。特に飲酒と運転の結果人生を予期せぬ方向に変えてしまうことについて、生徒を教育するように考えられた。このプログラムは主に警察署で行われ、後に救急医療や消防の部門でも車両救出デモのために使われた。

### 消防
ミドルタウン・タウンシップ消防署には、11の消火部隊と、特殊部隊が町中に配置され、500人のボランティアが携わっている。全てがボランティアの消防署としては世界最大と言われている。

#### 特殊部隊
消防隊以外に消防警察、エアー部隊、特殊任務部隊などがある。
エアー部隊は空気コンプレッサー・トラックを持っており、火事現場で空気ボトルを再充填する。近隣の町でも要請に応じて出動する。特殊任務緊急対応チームは、レベルA有毒物資緊急対応、技術と物資の除染、構造物崩壊現場での救助、緊急陸揚げ、高角度と低角度のロープ救出、閉鎖空間救出、溝での救出、その他各種の救出を行い、近隣の町でも要請に応じてあるいは契約によって出動する。
ブレベント・パーク・アンド・レナード消防隊は消火艇の所有者であり、湾岸の町が火や水の絡む救助の場合に要請に応じて出動している。

#### 消防学校
ミドルタウン・タウンシップ消防学校は1974年の設立であり、タウンシップのボランティアに基本的な消防士としての訓練を行っている。ノーマンディ道路近くに広い土地が寄付され、ボランティア消防士が最初は自分たちで校舎を建設した。授業はトレーラーで始まり、その後に校舎が完成した。小さな木造多層の建物は埋められた電話柱の上にあり、最初期の訓練構造物だった。後に適切な「スモークハウス」が軽量コンクリートブロックで造られ、2007年に閉鎖されるまで使われた。
4階建て波形鋼鈑製「ラダー・タワー」が、学校の高層用道具として建設された。立て管とスプリンクラー設備のある階段が内と外にあり、訓練中に消防車によってのみ水が供給される。ロープによる救助訓練を行うために内部空間を創り出す跳ね上げ戸もある。元は低層階に迷路が設けられていたが、スモークハウスが閉鎖された後は燃焼実験室に転換された。車の救出や、車と燃料の火事への対応が、スモークハウスに隣接するコンクリートのオープン空間にある「バーンパッド」で行われる。実験用の車は様々な所から寄付される。通常は救急医療のためにまず利用され、その車両火災訓練で燃やされる。燃料火災は口を切ったドラム缶やタンクに入れた燃料で訓練される。
閉鎖空間試験室は主駐車場に隣接してあり、土中に埋められた大径管がアクセス路である。溝救出のシミュレーションもこの試験室を使って行う。近年追加されたのはフラッシュオーバー（爆発的火災）の部屋である。学校の中央に三角屋根の空間があり、消防士が屋根を切断する訓練のために4x8の合板を置き換えられるようにしてある。一時期は平たい屋根のものもあった。
消防学校のモットーは「最良に訓練し、最悪に備える」である。基本クラスは春と秋に開催される。卒業認定はモンマス郡消防学校のものを越えている。消火活動から事故指揮以外にも教科がある。他の機関も施設を使うコースを後援している。
ミドルタウン・タウンシップの消防隊以外にもジャージーシティ、ベイヨン、フォートモンマス、などからこの学校で訓練を受けに来ている。また校舎は教育委員会や警察の訓練にも使われている。射撃練習場が消防学校に隣接し同じ敷地内にある。

### 救急医療
ミドルタウン・タウンシップ救急医療を行う5つの部隊があり、基本的救命処置救急対応を行っている。
- ミドルタウン応急処置救助隊
- フェアビュー応急処置隊
- ポートモンマス応急処置隊
- レナード応急処置救助隊
- リンクロフト応急処置救助隊

全てボランティア部隊である。ポートモンマスを除き、車両救出とロープ救出を行える装備のある救出トラックを備えている。水の関わる救出のためにボートとダイバーのチームもある。ポートモンマスには肥満対応部隊もあり、異常な過体重患者用に改装した救急車がある。ミドルタウン以外からの要請に応じて出動している。
タウンシップと周辺町の先進救命処置と救急医療はモンマス郡病院サービス会社が対応している。ミドルタウン・タウンシップのために主要救急医療部隊が2つある。これらが対応できない時のために遠距離から対応する部隊もある。

## 教育
ミドルタウン・タウンシップ公共教育学区が幼稚園前から12年生の教育を管轄している。2011年から2012年の教育年度では、17の学校に10,110人の児童生徒が学び、教師は常勤換算で706.2人、生徒・教師比率は14.32対1だった。学区内の学校は以下の通りである。生徒数は教育統計全国センターによる。
- ベイビュー小学校[99]、幼稚園から5年生、児童数421人
- フェアビュー小学校[100]、幼稚園から5年生、児童数339人
- ハーモニー小学校[101]、幼稚園前から5年生、児童数499人
- レナード小学校[102]、幼稚園から5年生、児童数239人
- リンクロフト小学校[103]、幼稚園から5年生、児童数532人
- ミドルタウンビレッジ小学校[104]、幼稚園から5年生、児童数447人
- ネイブシンク小学校[105]、幼稚園から5年生、児童数298人
- ニューモンマス小学校[106]、幼稚園前から5年生、児童数495人
- ナットスワンプ小学校[107]、幼稚園から5年生、児童数538人
- オーシャンアベニュー小学校[108]、幼稚園から5年生、児童数289人
- ポートモンマス小学校[109]、幼稚園から5年生、児童数249人
- リバープラザ小学校[110]、幼稚園から5年生、児童数319人

- ベイショア中学校[111]、6年生から8年生、生徒数697人
- トンプソン中学校[112]、6年生から8年生、生徒数938人
- ソーン中学校[113]、6年生から8年生、生徒数797人

- ミドルタウン北高校[114]、9年生から12年生、生徒数1,581人
- ミドルタウン南高校[115]、9年生から12年生、生徒数1,432人[116]

4つの小学校から1つの中学校に進学する。
ミドルタウンには公立のマグネットスクールとしてハイテクノロジー高校と海洋科学技術アカデミーの2校がある。ハイテクノロジー高校は町のリンクロフト地区にあるブルックデール・コミュニティカレッジの敷地にある。海洋科学技術アカデミーはモンマス郡職業訓練教育学区の一部として、サンディフックにある。
ミドルタウン・タウンシップには私立学校も2校ある。クリスチャン・ブラザーズ・アカデミーは男子大学進学予備校であり、リンクロフトにあるブラザーズ・オブ・ザ・クリスチャン学校研究所が運営するキリスト教教育を重視している。マターデイ高校は4年制カトリック共学高校であり、ニューモンマスにあり、ローマ・カトリック教会トレントン教区の監督下に運営されている。
私立グラマースクールは3校ある。ニューモンマスのセントマリー校、リンクロフトのセントレオ・ザ・グレート校の2校はローマ・カトリック教会トレントン教区の監督下にあり、オークヒル・アカデミーはリンクロフトにある。

## 交通

### 道路と高規格道
2010年5月時点で、タウンシップの中には総延長350.16マイル (563.53 km) の道路がある。そのうち302.18マイル (486.31 km) がタウンシップの保守に、31.44マイル (50.60 km) がモンマス郡、11.95マイル (19.23 km) がニュージャージー州交通省、4.59マイル (7.39 km) はニュージャージー・ターンパイク管理局の管轄である。
ガーデン・ステイト公園道路がタウンシップを抜けて、南のティントンフォールズと北のホームデルを繋いでいる。タウンシップ内には公園道路のインターチェンジ109号があり、郡道520号線でレッドバンクとリンクロフトに接続し、インターチェンジ114号はホームデルとミドルタウンに接続する。公園道路には料金所が3か所あり、2つは出口109号に（北行きと南行きそれぞれに）あり、出口114号の北行きにある。南行きはホームデルにある。ニュージャージー州州道35号線と同36号線もミドルタウンを通っている。
郡道516号線はタウンシップの北側を通り、その東の端は州道36号線のレナード近くにある。郡道520号線は町の南部を通っている。この道路で東のシーブライトと繋ぎ、最後は西の郡道612号線となり、モンロー・タウンシップのニュージャージー・ターンパイク出口8号Aに接続する。

### 公共交通機関
ニュージャージー・トランジットの鉄道がミドルタウン駅で停車する。北ジャージー海岸線で、ニューヨーク市のペンシルベニア駅とベイヘッド駅を繋いでいる。ニュージャージー・トランジットが主要な通勤鉄道であり、アムトラック、メトロノース鉄道、ノーフォーク・サザン鉄道、CSXトランスポーテーション、コンレール・シェアード・アセッツと線路を共有する合意を形成し、相互乗り入れしている。
ニュージャージー・トランジットのバスでは、817系統、833系統、834系統が走っている。

## 著名な出身者
ミドルタウン・タウンシップで生まれ、居住し、あるいは密接な関わりがあった著名人は以下のとおりである。
- セバスチャン・バック（1968年 - ）、ヘヴィメタルの歌手[128]
- ジョン・ボン・ジョヴィ（1962年 - ）、ミュージシャン[129][130]
- コニー・チャン（1946年 - ）、テレビのジャーナリスト[131]
- シオバン・ファロン（1962年 - ）、女優、テレビ番組『サタデー・ナイト・ライブ』に出演[132]
- ジュディス・リッチ・ハリス（1938年 - ）、心理学者、『『子育ての大誤解』の著者[133]
- デボラ・ハリー（1945年 - ）、シンガーソングライター、女優、バンド「ブロンディ」のボーカル[134]
- ケヴィン・スミス（1970年 - ）、映画監督（『クラークス』、『チェイシング・エイミー』、『世界で一番パパが好き!』他）、ミドルトンのレナード地区にあるクィックストップで『クラークス』を書き映画にした[135]
- シンフォニー・エックス、プログレッシブ・メタルのバンド
- ブライアン・ウィリアムズ（1959年 - ）、『NBCナイトリーニュース』のアンカー、エディター[136]